# Naszály
Naszály é um município da Hungria, situado no condado de Komárom-Esztergom. Tem 30,22 km² de área e sua população em 2015 foi estimada em 2.297 habitantes.